# Söderto

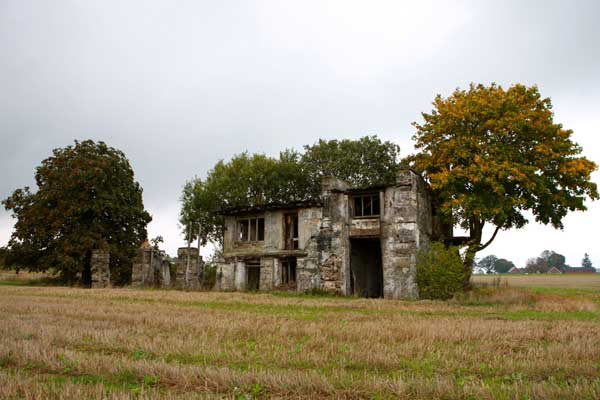
Söderto "fästning" en regnig septemberdag 2012.

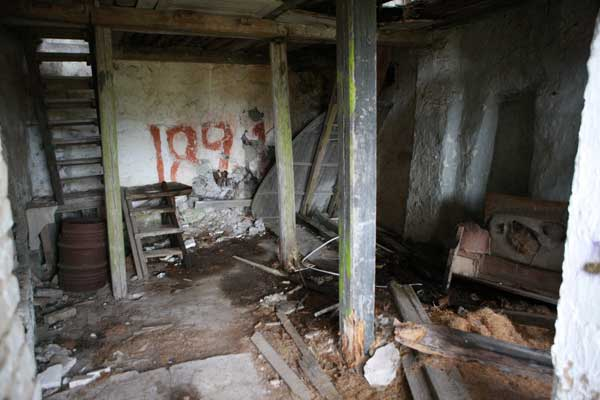
Förfallen insida

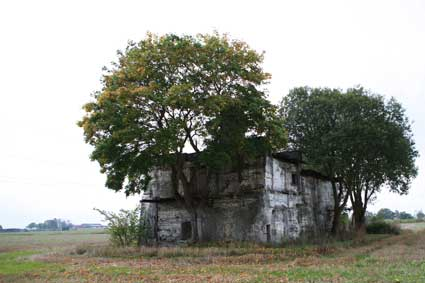

Söderto är ett samhälle i Lyby socken i Hörby kommun beläget mellan Hörby och Löberöd. 
I utkanten av samhället ligger Söderto fästning, vars syfte var att kunna motstå bombningar. Det är mer än tveksamt om byggnaden skulle kunna uppfylla sin uppgift. Den nu döda konstruktören, Karl-Göran Olsson, var en äldre bonde från trakten som förstärkte sitt hus med armerad betong. Huset hade tjockast murar till öster eftersom han var rädd för Ryssen.[källa behövs]
Byggnaden är numera (2012) tämligen förfallen och är i vissa delar farlig att beträda.

## 
- Aage Madelung